# Pfeffendorf
Pfeffendorf ist ein Gemeindeteil der Stadt Rottenburg an der Laaber im niederbayerischen Landkreis Landshut. Bis 1978 war der Ort Sitz der gleichnamigen Gemeinde.

## Geographie und Verkehrsanbindung
Der Weiler liegt vier Kilometer nordöstlich des Kernortes Rottenburg an der Laaber.

## Geschichte
Die Gemeinde Pfeffendorf wurde durch das bayerische Gemeindeedikt 1818 gegründet. Die Gemeinde umfasste neben Pfeffendorf die Orte Haunsberg, Oberndorf, Ried, Steinbach, Unterotterbach und Weltendorf. Am 1. Mai 1978 wurde Pfeffendorf nach Rottenburg an der Laaber eingemeindet.